# الفورتا (کنتاکی)
الفورتا، کنتاکی (به انگلیسی: Alphoretta, Kentucky) یک منطقهٔ مسکونی در ایالات متحده آمریکا است که در کنتاکی واقع شده‌است.

## خصوصیات
الفورتا ۲۱۰٫۹۲ متر بالاتر از سطح دریا واقع شده‌است.